# Mobarak al-Kabir
Mobarak al-Kabir (in arabo: مبارك الكبير) è una città del Kuwait, capoluogo dell'omonimo governatorato.